# Cộng đồng các nhà phê bình phim Las Vegas
LVFCS là tên viết tắt của tiếng Anh: Las Vegas Film Critics Society (Hội các nhà phê bình phim Las Vegas), một tổ chức bất vụ lợi gồm các nhà phê bình phim, Internet, truyền hình và ấn phẩm ở khu vực Las Vegas.
Hàng năm LVFCS trao các giải cho phim và các người trong ngành điện ảnh được bầu chọn là tốt nhất. Giải này cũng gọi là "Giải Sierra", trong đó có "Giải cống hiến suốt đời William Holden", đặt theo tên nam diễn viên sáng chói, từng đoạt Giải Oscar.

## Các giải thưởng
- Phim hay nhất
- Phim ngoại ngữ hay nhất
- Phim hoạt hình hay nhất
- Phim tài liệu hay nhất
- Phim gia đình hay nhất
- Kịch bản hay nhất
- Nhạc phim hay nhất
- Ca khúc trong phim hay nhất
- Hiệu ứng nhìn tốt nhất
- Nam diễn viên chính xuất sắc nhất
- Nữ diễn viên chính xuất sắc nhất
- Nữ diễn viên phụ xuất sắc nhất
- Nam diễn viên phụ xuất sắc nhất
- Đạo diễn xuất sắc nhất
- Chỉ đạo nghệ thuật xuất sắc nhất
- Quay phim xuất sắc nhất
- Biên tập xuất sắc nhất